# Reprezentacja Norwegii na Mistrzostwach Świata w Narciarstwie Klasycznym 2011
Reprezentacja Norwegii na Mistrzostwach Świata w Narciarstwie Klasycznym 2011 liczy 30 sportowców.

## Medale

### Złote medale
Biegi narciarskie kobiet, sprint techniką dowolną: Marit Bjørgen
Biegi narciarskie kobiet, bieg łączony na 15 km: Marit Bjørgen
Biegi narciarskie mężczyzn, bieg łączony na 30 km: Petter Northug
Biegi narciarskie kobiet, bieg techniką klasyczną na 10 km: Marit Bjørgen
Biegi narciarskie kobiet, sztafeta 4 x 5 km: Vibeke Skofterud, Therese Johaug, Kristin Størmer Steira, Marit Bjørgen
Biegi narciarskie mężczyzn, sztafeta 4x10 km: Martin Johnsrud Sundby, Eldar Rønning, Sjur Røthe, Petter Northug
Biegi narciarskie kobiet, bieg na 30 km techniką dowolną: Therese Johaug
Biegi narciarskie mężczyzn, bieg na 50 km techniką dowolną: Petter Northug

### Srebrne medale
Biegi narciarskie mężczyzn, sprint techniką dowolną: Petter Northug
Biegi narciarskie mężczyzn, sprint drużynowy techniką klasyczną: Petter Northug i Ola Vigen Hattestad
Skoki narciarskie mężczyzn, skocznia normalna drużynowo: Tom Hilde, Anders Bardal, Anders Jacobsen, Bjørn Einar Romøren
Biegi narciarskie mężczyzn, bieg na 15 km techniką klasyczną: Eldar Rønning
Skoki narciarskie, skocznia duża drużynowo: Anders Jacobsen, Johan Remen Evensen, Anders Bardal, Tom Hilde
Biegi narciarskie kobiet, bieg na 30 km techniką dowolną: Marit Bjørgen

### Brązowe medale
Biegi narciarskie kobiet, bieg łączony na 15 km: Therese Johaug
Biegi narciarskie kobiet, sprint drużunowy techniką klasyczną: Maiken Caspersen Falla i Astrid Jacobsen
Kombinacja norweska, konkurs drużynowy HS 106/4x5 km: Mikko Kokslien, Håvard Klemetsen, Magnus Moan, Jan Schmid
Biegi narciarskie mężczyzn, bieg na 15 km techniką klasyczną: Martin Johnsrud Sundby
Kombinacja norweska, konkurs drużynowy HS 134/4x5 km: Mikko Kokslien, Håvard Klemetsen, Jan Schmid, Magnus Moan
Biegi narciarskie mężczyzn, bieg na 50 km techniką dowolną: Tord Asle Gjerdalen

## Wyniki

### Biegi narciarskie mężczyzn
Sprint
- Petter Northug - 2. miejsce
- Ola Vigen Hattestad - 4. miejsce
- Anders Gløersen - 13. miejsce
- Eirik Brandsdal - 17. miejsce
- Øystein Pettersen - odpadł w kwalifikacjach

Sprint drużynowy
- Petter Northug i Ola Vigen Hattestad - 2. miejsce

Bieg łączony na 30 km
- Petter Northug - 1. miejsce
- Martin Johnsrud Sundby - 5. miejsce
- Sjur Røthe - 14. miejsce
- Tord Asle Gjerdalen - 17. miejsce
- Eirik Brandsdal - 65. miejsce

Bieg na 15 km
- Eldar Rønning - 2. miejsce
- Martin Johnsrud Sundby - 3. miejsce
- Petter Eliassen - 15. miejsce
- Sjur Røthe - 21. miejsce

Sztafeta 4x10 km
- Martin Johnsrud Sundby, Eldar Rønning, Sjur Røthe, Petter Northug - 1. miejsce

Bieg na 50 km
- Petter Northug - 1. miejsce
- Tord Asle Gjerdalen - 3. miejsce
- Sjur Røthe - 4. miejsce
- Petter Eliassen - 11. miejsce
- Martin Johnsrud Sundby - 31. miejsce

### Biegi narciarskie kobiet
Sprint
- Marit Bjørgen - 1. miejsce
- Astrid Jacobsen - 9. miejsce
- Maiken Caspersen Falla - 13. miejsce
- Celine Brun-Lie - 14 .miejsce

Sprint drużynowy
- Maiken Caspersen Falla i Astrid Jacobsen - 3. miejsce

Bieg łączony na 15 km
- Marit Bjørgen - 1. miejsce
- Therese Johaug - 3. miejsce
- Kristin Størmer Steira - 9. miejsce
- Marthe Kristoffersen - 15. miejsce

Bieg na 10 km
- Marit Bjørgen - 1. miejsce
- Therese Johaug - 4. miejsce
- Vibeke Skofterud - 9. miejsce
- Kristin Størmer Steira - 10. miejsce

Sztafeta 4x5 km
- Vibeke Skofterud, Therese Johaug, Kristin Størmer Steira, Marit Bjørgen - 1. miejsce

Bieg na 30 km
- Therese Johaug - 1. miejsce
- Marit Bjørgen - 2. miejsce
- Kristin Størmer Steira - 5. miejsce
- Vibeke Skofterud - 6. miejsce

### Kombinacja norweska
Konkurs indywidualny HS 106/10 km
- Mikko Kokslien - 6. miejsce
- Håvard Klemetsen - 9. miejsce
- Magnus Moan - 14. miejsce
- Jan Schmid - 24. miejsce

Konkurs drużynowy HS 106/4x5 km
- Mikko Kokslien, Håvard Klemetsen, Magnus Moan, Jan Schmid - 3. miejsce

Konkurs indywidualny HS 134/10 km
- Håvard Klemetsen - 4. miejsce
- Mikko Kokslien - 11. miejsce
- Jan Schmid - 14. miejsce
- Magnus Moan - nie wystartował

Konkurs drużynowy HS 134/4x5 km
- Mikko Kokslien, Håvard Klemetsen, Jan Schmid, Magnus Moan - 3. miejsce

### Skoki narciarskie mężczyzn
Konkurs indywidualny na skoczni normalnej
- Tom Hilde - 5. miejsce
- Anders Bardal - 9. miejsce
- Anders Jacobsen - 15. miejsce
- Johan Remen Evensen - 46. miejsce

Konkurs drużynowy na skoczni normalnej
- Tom Hilde, Anders Bardal, Anders Jacobsen, Bjørn Einar Romøren - 2. miejsce

Konkurs indywidualny na skoczni dużej
- Anders Bardal - 7. miejsce
- Anders Jacobsen - 9. miejsce
- Tom Hilde - 10. miejsce
- Johan Remen Evensen - 14. miejsce

Konkurs drużynowy na skoczni dużej
- Anders Jacobsen, Johan Remen Evensen, Anders Bardal, Tom Hilde - 2. miejsce

### Skoki narciarskie kobiet
Konkurs indywidualny na skoczni normalnej
- Line Jahr - 10. miejsce
- Maren Lundby - 11. miejsce
- Anette Sagen - 22. miejsce
- Gyda Enger - 26. miejsce